# ONE OK ROCK 2013 “人生×君=”TOUR LIVE&FILM
『ONE OK ROCK 2013 “人生×君=”TOUR LIVE&FILM』は、2013年10月9日に発売した、日本のロックバンドONE OK ROCKの4枚目の映像作品（DVD：AZBS-1015、Blu-ray Disc：AZXS-1003）。

## 解説
ONE OK ROCKが2013年5月～6月に開催した全国アリーナツアー『ONE OK ROCK 2013 “人生×君=”TOUR』より、22曲分が収録されている（DISC1）。また、DISC2には全公演に密着したドキュメンタリー映像が収録されている。
発売初週にDVDが約3.2万枚、Blu-ray Discが約1.5万枚を売り上げ、合計約4.7万枚を売り上げた。よって、2013年10月21日付のオリコン週間DVD総合ランキングで1位、同日付オリコン週間Blu-ray Disc総合ランキングで2位、同日付オリコン総合ミュージックDVD・Blu-ray Discランキングで1位を獲得した。また、ONE OK ROCKはオリコンで初の首位獲得となった 。

## 収録曲
DISC1

『ONE OK ROCK 2013 “人生×君=” LIVE』
1. Ending Story??
2. Deeper Deeper
3. Nothing Helps
4. カラス
5. アンサイズニア
6. C.h.a.o.s.m.y.t.h.
7. Let's take it someday
8. 未完成交響曲
9. じぶんROCK
10. Clock Strikes
11. Wherever you are
12. All Mine
13. Liar
14. Be the light
15. ONION!
16. 69
17. Juvenile
18. Re:make
19. 完全感覚Dreamer
20. The Beginning
（アンコール）
21. Nobody's Home
22. the same as…

DISC2

『ONE OK ROCK 2013 “人生×君=” FILM』

## ONE OK ROCK 2013 “人生×君=”TOUR
『ONE OK ROCK 2013 “人生×君=”TOUR』（ワン オク ロック 2013 じんせいカケテきみは ツアー）は、ONE OK ROCKが2013年春に開催した全国アリーナツアー。
2013年3月6日に発売した6thアルバム『人生×僕=』を引っさげて開催され、合計約10万人を動員した。

### 日程[2]
| 公演日        | 都道府県 | 会場                                                                |
| ------------- | -------- | ------------------------------------------------------------------- |
| 2013年5月11日 | 北海道   | 北海道立真駒内公園屋内競技場 （真駒内セキスイハイムアイスアリーナ） |
| 2013年5月19日 | 福岡県   | マリンメッセ福岡                                                    |
| 2013年5月23日 | 神奈川県 | 横浜アリーナ                                                        |
| 2013年5月25日 | 神奈川県 | 横浜アリーナ                                                        |
| 2013年5月26日 | 神奈川県 | 横浜アリーナ                                                        |
| 2013年6月1日  | 大阪府   | 大阪城ホール                                                        |
| 2013年6月2日  | 大阪府   | 大阪城ホール                                                        |
| 2013年6月8日  | 宮城県   | ゼビオアリーナ仙台                                                  |
| 2013年6月9日  | 宮城県   | ゼビオアリーナ仙台                                                  |
| 2013年6月15日 | 愛知県   | 名古屋市総合体育館 （日本ガイシホール）                             |
| 2013年6月16日 | 愛知県   | 名古屋市総合体育館 （日本ガイシホール）                             |